# مارسيل كاديو
مارسيل كاديو هو دبلوماسي كندي، ولد في 17 يونيو 1915 في مونتريال في كندا، وتوفي في 19 مارس 1981 في بومبانو سيتي في الولايات المتحدة.